# Austria en los Juegos Olímpicos de Barcelona 1992
Austria estuvo representada en los Juegos Olímpicos de Barcelona 1992 por un total de 102 deportistas que compitieron en 17 deportes.  
La portadora de la bandera en la ceremonia de apertura fue la jinete Elisabeth Max-Theurer.

## Medallistas
El equipo olímpico austríaco obtuvo las siguientes medallas:
| Nombre                                                                                                 | Deporte | Competición         |
| --- | ------- | ------------------- |
| Oro |         |                     |
| — |         |                     |
| Plata                                                                                                  |         |                     |
| Thomas Frühmann (Genius) Hugo Simon (Apricot D) Jörg Münzner (Graf Grande) Boris Boor (Love Me Tender) | Hípica  | Saltos por eqs.     |
| Arnold Jonke Christoph Zerbst                                                                          | Remo    | Scull doble (M2x) M |
| Bronce                                                                                                 |         |                     |
| — |         |                     |